# Генерал Джонсон спасает раненого французского офицера от томагавка североамериканского индейца
«Генерал Джонсон спасает раненого французского офицера от томагавка североамериканского индейца» (англ. General Johnson Saving a Wounded French Officer from the Tomahawk of a North American Indian) — картина английского художника Бенджамина Уэста, законченная в районе 1764—1768 годов, находящаяся в коллекции Музея и художественной галереи Дерби.

## Описание
Картина является взглядом современника на все три силы, задействованные при 1750-х во франко-индейской войне (которую можно назвать более всесторонне «британской, французской и индейской войной»). На ней изображен генерал-майор сэр Уильям Джонсон, не дающий индейцу оскальпировать барона Дискау, побеждённого французского военного, лежащего на земле.
Уэст был одним из первых американских художников. Он утверждал, что первым научился изготовлению красок у своего друга детства, который был индейцем и показал Уэсту, как делать краску, смешивая глину и медвежий жир. На картине очень детализирована фигура аборигена, татуировки прорисованы подробнее, чем европейская униформа. Уэст был известен своей коллекцией североамериканских артефактов и использовал их изображения в своих картинах.
Бенджамин Уэст, вероятно, начал эту картину вскоре после своего прибытия в Лондон в 1763 году, когда вернулся из Италии, где провёл три года. После «Индийской семьи», картины, нарисованной около 1761 года, в этот раз он продемонстрировал то же желание показать «правильное платье и снаряжение». Таким образом, это даёт нам одно из двух известных современных изображений британских лёгких пехотинцев. В то время как в «Индийской семье» точность и достоверность были нужны для того, чтобы дать общее представление о жизни индийцев, здесь Уэст использовал их для создания отчёта о недавнем историческом событии.
Хотя сюжет и некоторые «физические и символические детали» могут больше соответствовать битве у форта Ниагара (1759 год), обычно картину относят к инциденту, случившемуся во время кампании 1755 года, когда у озера Лейк-Джордж французы под командованием барона Дискау вместе со своими индейскими союзниками противостояли смешанному отряду могавков и ополчения Новой Англии под предводительством Джонсона. После отражения атаки на лагерь британцы взяли верх. Дискау был трижды ранен, и Джонсон спас ему жизнь, защитив от могавков, жаждущих отомстить за своих убитых родных. Дискау выжил и содержался в плену сперва в Нью-Йорке, затем в Лондоне, и, наконец, в городе Бат, залечивая всё ещё не зажившие раны. В конце Семилетней войны, в 1763 году, он был репатриирован во Францию, где и умер в 1767 году.

## Исторический контекст
Показывая Джонсона сдерживающим агрессию своих помощников-аборигенов, картина пропагандирует «цивилизованные» стандарты чести и законы войны по контрасту со свирепостью «дикарей». Она отсылает к проблемам и обсуждениям поведения индейцев-союзников в отношении европейцев, шедшим на протяжении конфликтов в Северной Америке. Показанная здесь человечность Джонсона контрастирует с репутацией «Белого Дикаря», вызванной его поведением в целом.
В начале франко-индейской войны индейский вождь Танагриссон (Tanaghrisson) скрепил союз с отрядом британских войск, которым командовал Джордж Вашингтон, разбив череп Жумонвилля, раненого французского офицера, которого они только что взяли в плен, а затем вымыв руки в его мозге. Дело Жумонвилля вызвало скандал в Европе и привело к развитию Семилетней войны.
Те же вопросы сохранялись во время Войны за независимость Соединённых Штатов. В 1777 году обе палаты британского парламента вели дебаты по поводу использования индейцев как вспомогательных войск. Речь Уильяма Питта, произнесённая 20 ноября в палате лордов и осуждавшая акты насилия против «невинных» и практику каннибализма, свидетельствовала о нежелательности подобной широко распространённой практики.